# Campeonato Europeu de Ginástica Artística de 2006 - Resultados femininos
Os resultados femininos do Campeonato Europeu de Ginástica Artística de 2006 contaram com todas as provas individuais por aparelhos somadas a disputa coletiva.

## Resultados
| Pos.              | Ginasta                 | Pts    |
| ----------------- | ----------------------- | ------ |
| Medalha de ouro   | RUS Anna Grudko         | 14,362 |
| Medalha de prata  | UKR Olga Sherbatykh     | 14,300 |
| Medalha de bronze | GER Katja Abel          | 14,225 |
| 4                 | CZE Jana Komrskova      | 14,150 |
| 5                 | ITA Carlotta Giovannini | 14,125 |
| 6                 | CHE Ariella Kaeslin     | 14,000 |
| 7                 | ROM Sandra Izbasa       | 13,950 |
| 8                 | GBR Imogen Cairns       | 13,850 |

| Pos.              | Ginasta              | Pts    |
| ----------------- | -------------------- | ------ |
| Medalha de ouro   | GBR Beth Tweddle     | 16,050 |
| Medalha de prata  | CZE Jana Sikulova    | 15,050 |
| Medalha de bronze | ESP Lenika de Simone | 14,825 |
| 4                 | RUS Yulia Lozhecko   | 14,625 |
| 5                 | CZE Jana Sikulova    | 14,675 |
| 6                 | FRA R. Bellemare     | 14,575 |
| 7                 | ITA Vanessa Ferrari  | 14,300 |
| 8                 | UKR Daria Zgoba      | 14,225 |

| Pos.              | Ginasta               | Pts    |
| ----------------- | --------------------- | ------ |
| Medalha de ouro   | ROM Catalina Ponor    | 15,800 |
| Medalha de prata  | ESP Lenika de Simone  | 15,350 |
| Medalha de bronze | ROM Sandra Izbasa     | 15,300 |
| Medalha de bronze | UKR Marina Proskurina | 15,475 |
| 5                 | UKR Alina Kozich      | 15,450 |
| 6                 | RUS Irina Isayeva     | 15,050 |
| 7                 | ITA Vanessa Ferrari   | 14,875 |
| 8                 | GRC Stefani Bismpikou | 14,800 |

| Pos.              | Ginasta                 | Pts    |
| ----------------- | ----------------------- | ------ |
| Medalha de ouro   | ROM Sandra Izbasa       | 15,550 |
| Medalha de prata  | ITA Vanessa Ferrari     | 15,450 |
| Medalha de bronze | ROM Catalina Ponor      | 14,600 |
| 4                 | RUS Irina Isayeva       | 14,475 |
| 5                 | FRA R. Bellemare        | 14,325 |
| 5                 | UKR Maryna Kostyushenko | 14,325 |
| 7                 | ESP Thais Escolar       | 14,300 |
| 8                 | UKR Olga Sherbatykh     | 13,900 |

### Equipes
Finais
| Posição           | País          | Total   |
| ----------------- | ------------- | ------- |
| Medalha de ouro   | Itália        | 175,225 |
| Medalha de prata  | Roménia       | 175,125 |
| Medalha de bronze | Rússia        | 173,375 |
| 4                 | Espanha       | 171,400 |
| 5                 | Ucrânia       | 170,850 |
| 6                 | França        | 166,525 |
| 7                 | Reino Unido   | 162,725 |
| 8                 | Países Baixos | 112,950 |